# Liste der Monuments historiques in Iré-le-Sec
Die Liste der Monuments historiques in Iré-le-Sec führt die Monuments historiques in der französischen Gemeinde Iré-le-Sec auf.

## Liste der Objekte
| Bezeichnung                  | Beschreibung                                | Standort                       | Kennzeichnung | Schutzstatus | Datum | Bild |
| ---------------------------- | ------------------------------------------- | ------------------------------ | ------------- | ------------ | ----- | ---- |
| Skulptur Heilige Scholastika | Eichenholz, farbig gefasst, 18. Jahrhundert | in der Kirche St-Hubert (Lage) | PM55001926    | Inscrit      | 1979  |      |
| Relief Hubertuslegende       | Stein, 16. Jahrhundert                      | in der Kirche St-Hubert (Lage) | PM55000283    | Classé       | 1936  |      |
| Skulptur Madonna mit Kind    | Eichenholz, farbig gefasst, 18. Jahrhundert | in der Kirche St-Hubert (Lage) | PM55001454    | Inscrit      | 1979  |      |
| Skulptur Heiliger Montanus   | Holz, farbig gefasst, 18. Jahrhundert       | in der Kirche St-Hubert (Lage) | PM55001455    | Inscrit      | 1979  |      |
| Skulptur Erzengel Michael    | Stein, farbig gefasst, 18. Jahrhundert      | in der Kirche St-Hubert (Lage) | PM55001925    | Inscrit      | 2003  |      |